# レスキューキャッチャーI
レスキューキャッチャーIは、1993年12月にSANKYOが発売した、デジパチと羽根モノの役物を組み合わせたゲーム性のパチンコ機のシリーズ名。
レスキューキャッチャーIの1機種がある。

## 概要
確率変動機能を搭載した権利物タイプ。盤面中央に巨大な役物が配置されており、何段階もの振り分けを乗り越えて大当たりを目指すゲーム性が特徴である。最初に盤面左に配置されている通過式のスタートチャッカーに入賞すると、役物上部の2桁デジタルが始動する。このデジタル上に1・3・5・7・Fのいずれかがゾロ目で揃うと、デジタル左のドアが1.5秒開放される。デジタルの保留は最大4個である。通過式のスタートチャッカーの下には賞球がある入賞口が配置されている。この通過式のスタートチャッカー周辺の釘配列は羽根モノタイプの1チャッカー周辺と似ている配列となっている。開放中のドアに拾われた玉は、ビルをモチーフにしている役物内を通過して下段方向に向かう。最下段に配置されている消防車のハシゴにVゾーンがあり、入賞すれば当たりとなる。本機には大当たりと小当たりがあり、V入賞後に「SLOT」と書かれた1桁のミニデジタルが始動する。このデジタルに「3」か「7」が表示されれば大当たりとなるが、「□」が表示された場合は1ラウンドで終了する小当たりとなる。大当たりの場合は3回の権利を獲得できるので、初当たりを含めた合計3回の当たりまでの間はデジタル確率の確変に突入する。3回の当たりがワンセットの権利物タイプは同社から同年2月に発売されたバニーズⅡがある。小当たりと大当たりを搭載している点など引き継がれている要素も多い。
バニーズⅡと似たような仕組みの権利モノ。左のスタートチャッカーを玉が通過すると上部のデジタルが回転し（メモリー4個付き）、ゾロ目が出るとドアが開放する。ここから役物内に入賞した玉が左右に動いているVゾーンに乗ると役物左にあるデジタルが回転し、3か7で権利16回の大当り、□は権利1回の小当りだ。大当りの場合のみ3回の権利が発生するまで上部デジタル確率が9分の1から90分の85にアップし、3回とも大当りで出玉約6000個、2・3回目に小当りが出ると2〜4000個の出玉だ。—『パチンコ必勝ガイド 1994 3/17号』p64
本機は、連チャン性はなくバニーズⅡのような大量出玉に期待できる機種ではなかった。V入賞するために重要となってくる役物のドアには玉が寄りにくいゲージ構成となっているので、メインデジタルを回すスタートチャッカー周辺の釘以外に、役物のドアへの玉の寄りも重要な機種であった。
同時期に発売された機種として、同社から1993年に発売されたオールドファッションとビッキーチャンスⅠがある。

## スペック
- レスキューキャッチャーⅠ
  - 賞球数 6&13
  - 大当たり最高継続 16R
  - デジタル確率
    - 通常時 1/9
    - 確変時 85/90

## 図柄
- メインデジタル
  - 1
  - 3
  - 5
  - 7
  - F
- 権利デジタル
  - 3
  - 7

## 演出
メインの役物のビルの内部は左右連続のすべり台となっており、役物内に拾われた玉はこのすべり台を通過して下に転がり、下部にある出口から外に向かって落下する。この時に常に左右に動いている消防車のハシゴに配置されているVゾーンにうまく拾われれば役物右下の「SLOT」と書かれているミニデジタルが回転する。このミニデジタルは大当たりとなる3と7、小当たりとなる上□と下□の合計4通りがあり、表面上通りの1/2で大当たりとなる。
デジタル回転時間は、通常時が約7.5秒で確変時は約5.5秒である。Vゾーン1往復の時間は約6.5秒で、役物内の玉の落下スピードも複雑そうに見えるがほぼ一定である。Vゾーンの動きは、右から左に移動するときはスピードが早く、左から右に移動するときのスピードは遅いのが特徴である。
本機は、大当たり後の3回権利を得た後に、次の権利を獲得するために出玉を減らしてしまうことも少なくはない。この対策として、止め打ちによる単発回しで出玉を抑える打ち方が存在した。デジタルの回転時間やVゾーンの往復にかかる時間や役物内の玉の落下スピードもほぼ一定なので、タイミングよく打ち出すことによって無駄玉を抑えながらV入賞を狙うことが可能となる。左右に動くVゾーンが役物出口の位置にきたタイミングでデジタルを回して、役物内に玉を拾わせることができれば、役物の出口から玉が落下してくるタイミングとVゾーンの位置を合わせやすくなるのでVゾーンに入賞しやすくなる。
試行錯誤の末、Vゾーンが右から左に動いているときにデジタルの回転がスタートすれば、デジタルが当りになったときに玉がVゾーンに乗りやすいことが判明した。このタイミングでデジタルをスタートさせるためには、Vゾーンが右側に向かって動く時で、役モノ内の玉の出口よりもちょっと右側に行った位置から玉を打ち出せばよい。打ち出す玉数は3〜4発がベスト。というのも、玉を同じタイミングで飛ばしてもスタートチャッカーに入賞する時間にはどうしてもバラつきがあり、さらにデジタルが揃ってドアが開いたときに玉が役物内に飛び込むタイミングもバラバラだから、ある程度以上は効率を上げる事が出来ないのである。それでも、実戦の結果は振り分け率は大きくアップし、役物に玉が入賞すればほぼ2分の1ぐらいでVに入賞するはずだ。普通に打ったときが7〜10分の1ぐらいだから、この違いはかなり大きいぞ。—『パチンコ必勝ガイド 1994 3/17号』p65

## サウンドトラック
- 『パチンコ・ミュージック・フロム SANKYO FEVER WARS』 キングレコード、1998年8月21日。KICA-1217。
  - BGMが収録されている。